# Distretto di Soras
Il distretto di Soras è uno degli undici distretti della provincia di Sucre, in Perù. Si trova nella regione di Ayacucho e si estende su una superficie di 357,97 chilometri quadrati.
Istituito il 2 gennaio 1857, ha per capitale la città di Soras; nel censimento del 2005 contava 1.326 abitanti.